# キプチャク草原

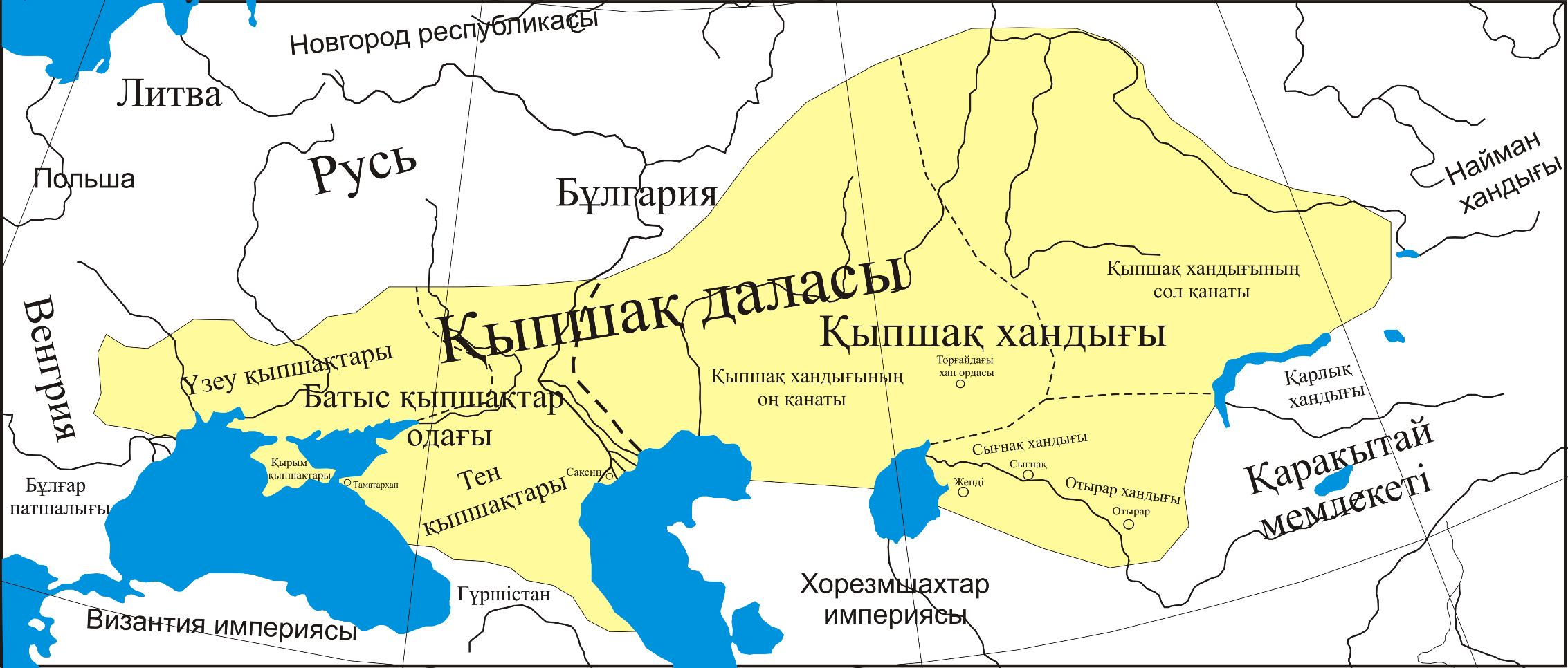
キプチャク（欽察）草原の範囲（カザフ語）

キプチャク草原（キプチャクそうげん、英語: Cuman–Kipchak confederation、ロシア語: Дешт-и-Кипчак）は、中央ユーラシア西北部から東ヨーロッパ南部までの歴史的呼称。ペルシア語のダシュティ・キプチャーク(波: دشت قپچاق、Dasht-i Qipchāq）の訳語で、この地域に11世紀から13世紀にかけてテュルク系遊牧民キプチャク（別名クマン、コマン、ポロヴェツ）が活動したことからこのように呼ばれるようになった。ラテン語の記録では「クマニア」（羅: Cumania）・「コマニア」、古東スラヴ語・ルーシ語の記録では「ポロヴェツ草原」（露: Половецкая степь）と呼ばれる。中国語の記録では欽察草原（きんさつそうげん）と呼ばれる。

## 範囲
厳密に区切られた版図を持つわけではないが、およそポントス・カスピ海平原、カザフステップを合わせた範囲となる。北東はカザフスタン東部のカザフ高原、南東はキルギスタンの天山山脈北麓あたりで、東西はシルダリア川北岸、アラル海北岸、ウラル川下流域、ヴォルガ川下流域を経て西はドン川下流域あたりまで、西南は北カフカース低地、北西はチュヴァシ・リャザンあたりまでを指す。「南ロシア草原」と呼ばれるウクライナ南部からモルドバにかけての黒海沿岸低地も含めることもある。
北はシベリアおよびヨーロッパ・ロシアの森林地帯で、南は天山山脈、パミール高原、カフカース山脈などの急峻な山地と、マー・ワラー・アンナフル、ホラズム、ホラーサーンなどの乾燥したオアシス農業地帯で、両者に挟まれた帯状の草原地帯である。東はジュンガル盆地、アルタイ山脈を抜ければモンゴル高原の草原地帯に出て中国に通ずることができ、西はカルパティア山脈とトランシルヴァニアまで平原が広がるためほとんどヨーロッパの農耕地帯に接する。そのため、「草原の道」といわれる交易と民族移動の道が古来栄えてきた。この草原に暮らす遊牧民は、北西のルーシや南のオアシス地帯の農耕民をしばしば攻撃し、時には征服して支配下においていた。

## 歴史
キプチャク草原は中央ユーラシア世界において、モンゴル高原と並ぶ遊牧に好適な地域であるため、紀元前1千年紀には遊牧の生活様式が一様に行われるようになり、南ロシアのスキタイ文化と同種の文化がキプチャク草原全域に広がっていった。
この地域の遊牧民は、はじめスキタイやサカなどイラン系の言語を話す民族が多数を占めたが、のちにテュルク系の言語を話す人々があらわれ、やがて広く突厥（552年 - 582年）の支配を受けた。西突厥（582年 - 741年）の解体後にはハザール、ブルガールが現われて西方に移住して遊牧国家「ハザール可汗国」（Khazar Qağanate、7世紀 - 10世紀）を展開した。9世紀にはペチェネグの「ペチェネグ汗国」（Pecheneg Khanates、860年 - 1091年）が興った。ハザール可汗国が滅びると今度は別のテュルク系遊牧民キプチャクがあらわれ、「キプチャク汗国」（Qipchaq Khaganate、900年 - 1220年）を展開した。
13世紀になると、モンゴル帝国がキプチャクやブルガールを征服してキプチャク草原を制覇した。キプチャク草原の征服を指揮したのはジョチの次男、バトゥであった。この征服活動により、草原はキプチャクの版図に拡大したバトゥを始祖とするジョチ・ウルス右翼、バトゥ・ウルスの支配下に入った。このバトゥ・ウルスがキプチャク草原に拡大してここを本拠地とした政権を通称して「ジョチ・ウルス」あるいは「金帳汗国」（1240年代 - 1502年）という（※日本では1898年以来学校教科書が「キプチャク・ハン国（汗国）」という名称を用いていたため広く知られているが、実は史料上で確認される呼称ではない。）。ジョチ・ウルスのモンゴル人たちは早くに言語的に先住民キプチャクと同化してテュルク化し、ヨーロッパからは彼らを総称してタタール（タルタル）と呼ばれるようになる。
ジョチ・ウルスは14世紀前半にイスラム教を受容し最盛期を迎えたが、同じ世紀の後半にはジョチ家諸王家の政権やジョチ家重臣の諸家の政権が自立傾向を深めて分裂し始め、15世紀には東部にはシャイバーン家のウズベク集団、ウズベクから分派したカザフ集団、ウラル川流域のノガイ・オルダ、ヴォルガ川中流域のカザン・ハン国、下流域のアストラハン・ハン国、クリミア半島のクリミア・ハン国など多くの政権が分立した。
16世紀にはウズベクがマー・ワラー・アンナフルに南遷してキプチャク草原の東部はカザフの天地となり、カザフ草原と呼ばれるようになる。また、同じ世紀に西方ではカザンとアストラハンがジョチ・ウルスの支配を脱して自立したモスクワ大公国によって征服され、草原地帯にはその尖兵としてコサックが入り込み始めた。18世紀には、カルムイク人がノガイ・オルダに攻め込んでカルムイク・ハン国を建てたが、モスクワ大公国から発展したロシア帝国によるヴォルガ・ドイツ人の入植が始まり、カザフが服属した後、プガチョフの乱を経て、クリミア・ハン国が征服され、キプチャク草原の遊牧民の時代は終わりを告げることになる。